# Pastoreio (comportamento)

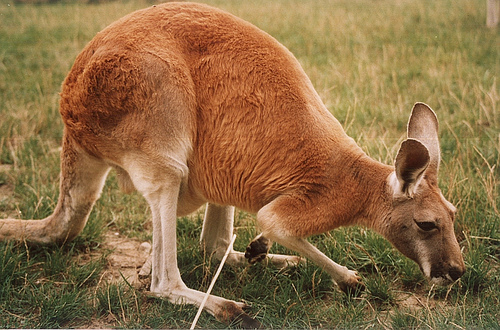
Canguru-vermelho pastando

Pastejo é um método de alimentação no qual um herbívoro se alimenta de plantas de baixo crescimento, como gramíneas ou outros organismos multicelulares, como algas. Muitas espécies de animais podem ser consideradas pastadoras, desde animais grandes, como hipopótamos, até pequenos caracóis aquáticos. O comportamento de pastejo é um tipo de estratégia de alimentação dentro da ecologia de uma espécie. Estratégias específicas de pastejo incluem graminivoria (comer gramíneas); coprofagia (produzir pelotas parcialmente digeridas que são reingeridas); pseudoruminante (ter um estômago multicâmara, mas não mastigar a ruminação); e pastar em plantas que não sejam gramíneas, como algas marinhas.
Os efeitos ecológicos do pastoreio podem incluir a redistribuição de nutrientes, a manutenção de pastagens abertas ou o favorecimento de uma espécie específica em detrimento de outra.

## Benefícios

### Ambiental

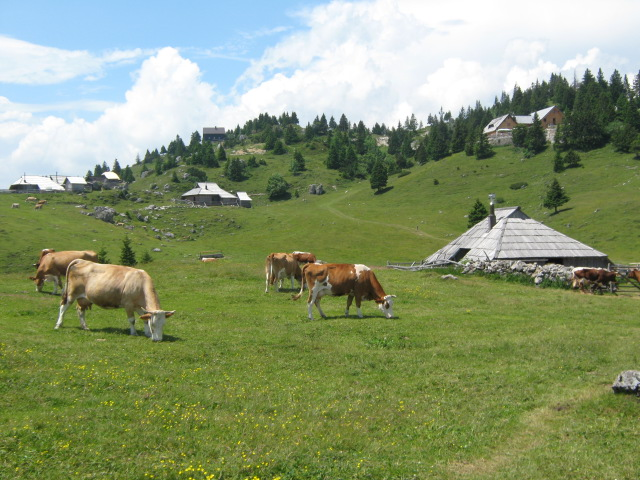
Gado pastando em um ambiente de alta altitude no Planalto da Grande Pastagem, Eslovênia

A urina e as fezes do pastor "reciclam nitrogênio, fósforo, potássio e outros nutrientes das plantas e os devolvem ao solo". O pastoreio pode permitir o acúmulo de matéria orgânica que pode ajudar a combater a erosão do solo. Isso atua como nutrição para insetos e organismos encontrados no solo. Esses organismos "ajudam no sequestro de carbono e na filtragem de água".

### Biodiversidade
Quando a grama é pastada, a grama morta é reduzida, o que é vantajoso para pássaros como as aves aquáticas. O pastoreio pode aumentar a biodiversidade. Sem o pastoreio, muitas das mesmas gramíneas crescem, por exemplo, bromo e bluegrass, produzindo consequentemente uma monocultura.
Nas pradarias de capim alto da América do Norte, a diversidade e a produtividade são controladas em grande medida pela disponibilidade de nitrogênio. A disponibilidade de nitrogênio nas pradarias foi impulsionada pelas interações entre a frequência de incêndios e o pastoreio de grandes herbívoros. Os incêndios de primavera aumentam o crescimento de certas gramíneas, e os herbívoros, como os bisões, pastam preferencialmente essas gramíneas, mantendo um sistema de freios e contrapesos funcionando corretamente e permitindo que muitas espécies de plantas floresçam.